# Saint-Laurent-la-Gâtine
Saint-Laurent-la-Gâtine é uma comuna francesa na região administrativa do Centro, no departamento Eure-et-Loir. Estende-se por uma área de 6,94 km². Em 2010 a comuna tinha 452 habitantes (densidade: 65,1 hab./km²).